# Municipio di Saint-Denis
Il municipio di Saint-Denis è uno storico edificio di Saint-Denis della Riunione svolgente le funzioni di palazzo municipale.

## Storia
Realizzato a partire dal 1846, l'edificio venne terminato il 21 aprile 1860. È classificato come monumento storico sin dal 13 ottobre 1975.